# Llista d'entrenadors campions de l'Eurocopa de Futbol
La següent és una llista d'entrenadors de futbol que han guanyat l'Eurocopa de futbol.
| Eurocopa                     | Entrenador             | Selecció         | Tp | Te |
| ---------------------------- | ---------------------- | ---------------- | -- | -- |
| França 1960                  | Gavriil Kachalin       | Unió Soviètica   | 1r | 1r |
| Espanya 1964                 | José Villalonga        | Espanya          | 1r | 1r |
| Itàlia 1968                  | Ferruccio Valcareggi   | Itàlia           | 1r | 1r |
| Bèlgica 1972                 | Helmut Schön           | Alemanya Federal | 1r | 1r |
| Iugoslàvia 1976              | Václav Ježek           | Txecoslovàquia   | 1r | 1r |
| Itàlia 1980                  | Jupp Derwall           | Alemanya Federal | 2n | 1r |
| França 1984                  | Michel Hidalgo         | França           | 1r | 1r |
| Alemanya 1988                | Rinus Michels          | Països Baixos    | 1r | 1r |
| Suècia 1992                  | Richard Møller Nielsen | Dinamarca        | 1r | 1r |
| Anglaterra 1996              | Berti Vogts            | Alemanya         | 3r | 1r |
| Bèlgica / Països Baixos 2000 | Roger Lemerre          | França           | 2n | 1r |
| Portugal 2004                | Otto Rehhagel          | Grècia           | 1r | 1r |
| Àustria / Suïssa 2008        | Luis Aragonés          | Espanya          | 2n | 1r |
| Polònia / Ucraïna 2012       | Vicente del Bosque     | Espanya          | 3r | 1r |
| França 2016                  | Fernando Santos        | Portugal         | 1r | 1r |
| Unió Europea 2020            | Roberto Mancini        | Itàlia           | 2n | 1r |
| Alemanya 2024                | Luis de la Fuente      | Espanya          | 4t | 1r |

- Tp: Títol del país
- Te: Títol de l'entrenador

## Galeria d'imatges
- Berti Vogts, entrenador campió el 1996.
- Roger Lemerre, entrenador campió el 2000.
- Otto Rehhagel, entrenador campió el 2004.
- Luis Aragonés, entrenador campió el 2008.